# Facharzt für Phoniatrie und Pädaudiologie
Facharzt für Phoniatrie und Pädaudiologie, auch Phoniater und Pädaudiologe/Phoniaterin und Pädaudiologin, ist in Deutschland die offizielle Bezeichnung für einen Facharzt, der sich auf die ärztliche Tätigkeit im Gebiet Phoniatrie und Pädaudiologie spezialisiert hat.

## Gebiet Phoniatrie und Pädaudiologie
Das Gebiet Phoniatrie und Pädaudiologie umfasst nach der Definition der deutschen Weiterbildungsordnung für Ärztinnen und Ärzte von 2018 die Vorbeugung, Erkennung, konservative und operative Behandlung sowie Rehabilitation von krankheitsbedingten Störungen der peripheren und zentralen Hörfunktion, der Sprech- und Sprachfunktion, der
Laut- und Schriftsprache, der Stimm-, Kau- und Schluckfunktion einschließlich psychosomatischer Begleiterkrankungen und musikermedizinischer Erkrankungen.

## Facharzt-Weiterbildung
Um in Deutschland als Facharzt für Phoniatrie und Pädaudiologie tätig werden zu können, muss nach dem Abschluss eines Medizinstudiums und erteilter Approbation als Arzt eine mindestens fünfjährige Weiterbildung im Gebiet Phoniatrie und Pädaudiologie mit Erfolg absolviert worden sein. Die Berechtigung zur Führung einer Facharzt-, Schwerpunkt- oder Zusatzbezeichnung wird nach einer mündlichen Prüfung von der zuständigen Landesärztekammer erteilt.
Die Weiterbildung muss an zugelassenen Weiterbildungsstätten absolviert werden: mindestens
- 60 Monate Phoniatrie und Pädaudiologie 
  - davon können zum Kompetenzerwerb bis zu 12 Monate Weiterbildung in anderen Gebieten erfolgen.

Bei der Anmeldung zur Weiterbildungsprüfung müssen der zuständigen Ärztekammer sämtliche Nachweise über die erfüllten Mindestanforderungen vorgelegt werden. Dazu gehören auch die Logbuch-Dokumentationen über alle durch die MWBO vorgegebenen Inhalte der Weiterbildung. Zur Weiterbildungsprüfung muss man darlegen, dass man über die entsprechenden Kenntnisse, Erfahrungen und Fertigkeiten im Fach verfügt.

### Inhalte der Weiterbildung
Zur Weiterbildungsprüfung muss dargelegt werden können, dass man Kenntnisse, Erfahrungen und Fertigkeiten unter anderem in folgenden Bereichen erlangt hat:
- Indikationsstellung und Anwendung von Stimm-, Sprech- und Sprachtherapie
- Indikationsstellung und Anwendung von Hörhilfen, elektronischen Sprechhilfen und Hilfsmitteln für den Stimmersatz
- Wissenschaftlich begründete Gutachtenerstellung
- Berufsbedingte Erkrankungen von Stimme, Sprache, Sprechen, Schlucken und Gehör
- Indikationsstellung und Überwachung physikalischer Therapiemaßnahmen
- Mitwirkung an der Erstellung von Hilfs- und Förderplänen mit Bezug zu pädagogischen und/oder sozialpädiatrischen Maßnahmen
- Einbindung und Beratung von Angehörigen und Bezugspersonen
- Notfälle: Diagnostik und Therapie akuter Störungen, z. B.
  - kindliche Schwerhörigkeit
  - kindlicher Schwindel
  - Schluckstörung
  - Stimmverlust
- Sprachentwicklungsdiagnostik bei mehrsprachig erzogenen Kindern sowie Beratung der Eltern
- Diagnostik von Sprachstörungen bei Demenz
- Behandlung von Stimmstörungen im Kindes- und Jugendalter einschließlich Störungen des Stimmwechsels
- Diagnostik und Management bei Stimmstörungen einschließlich Untersuchung von Stimmleistung und -qualität bei professionell genutzten Stimmen sowie musikermedizinischer Aspekte
- Behandlung der Presbyphonie[2]
- Behandlung der Presbyphagie
- Behandlung von Stimmstörungen bei Transsexualismus
- Stimm- und Sprechatmungsstörungen
  - Stimmverlust bei Kopf-Hals-Tumoren, Kehlkopf(teil)resektionen und Kehlkopftraumata
- Sprachentwicklungsstörungen
- Störungen des Lesen- und Schreibenlernens
- Laut- und Schriftsprachverlust
  - Aphasie-Diagnostik und -Therapie
- Redeunflüssigkeiten
  - Diagnostik von Stottern und Poltern
  - Elternberatung stotternder Kinder
  - Therapiepläne bei Redeunflüssigkeiten
- Schluckstörungen
  - Oropharyngeale, laryngeale und ösophageale Schluckstörungen, insbesondere bei neuromuskulären und geriatrischen Erkrankungen, Kopf-Hals-Tumoren, Langzeitbeatmung und in palliativmedizinischen Situationen
- Hörstörungen bei Kindern
- Prävention
  - Durchführung und Tracking des Neugeborenenhörscreenings
  - Durchführung einesSprachentwicklungsscreenings
  - Beratung zur Prophylaxe von Hör- und Sprachstörungen
  - Stimm- und Sprach-Eignungsuntersuchungen
  - Beratung zu Stimmhygiene und Stimmfürsorge für stimm- und sprachintensive Berufe
  - Beratung zu präventiven Maßnahmen für den Erhalt der Musikergesundheit von Vokalisten und Instrumentalisten
- Diagnostische Verfahren
- Rehabilitation.[1]

Die Inhalte der Musterweiterbildungsordnung sind allerdings nur eine Empfehlung für die rechtsverbindlichen Weiterbildungsordnungen der Landesärztekammern, die hiervon abweichende Regelungen treffen können.

## Zusatz-Weiterbildungen
Fachärztinnen und -ärzte für Phoniatrie und Pädaudiologie haben die Möglichkeit, sich durch Zusatz-Weiterbildung für Fachärzte der Gebiete der unmittelbaren Patientenversorgung weiter zu qualifizieren.